# Elisabeth Báthory

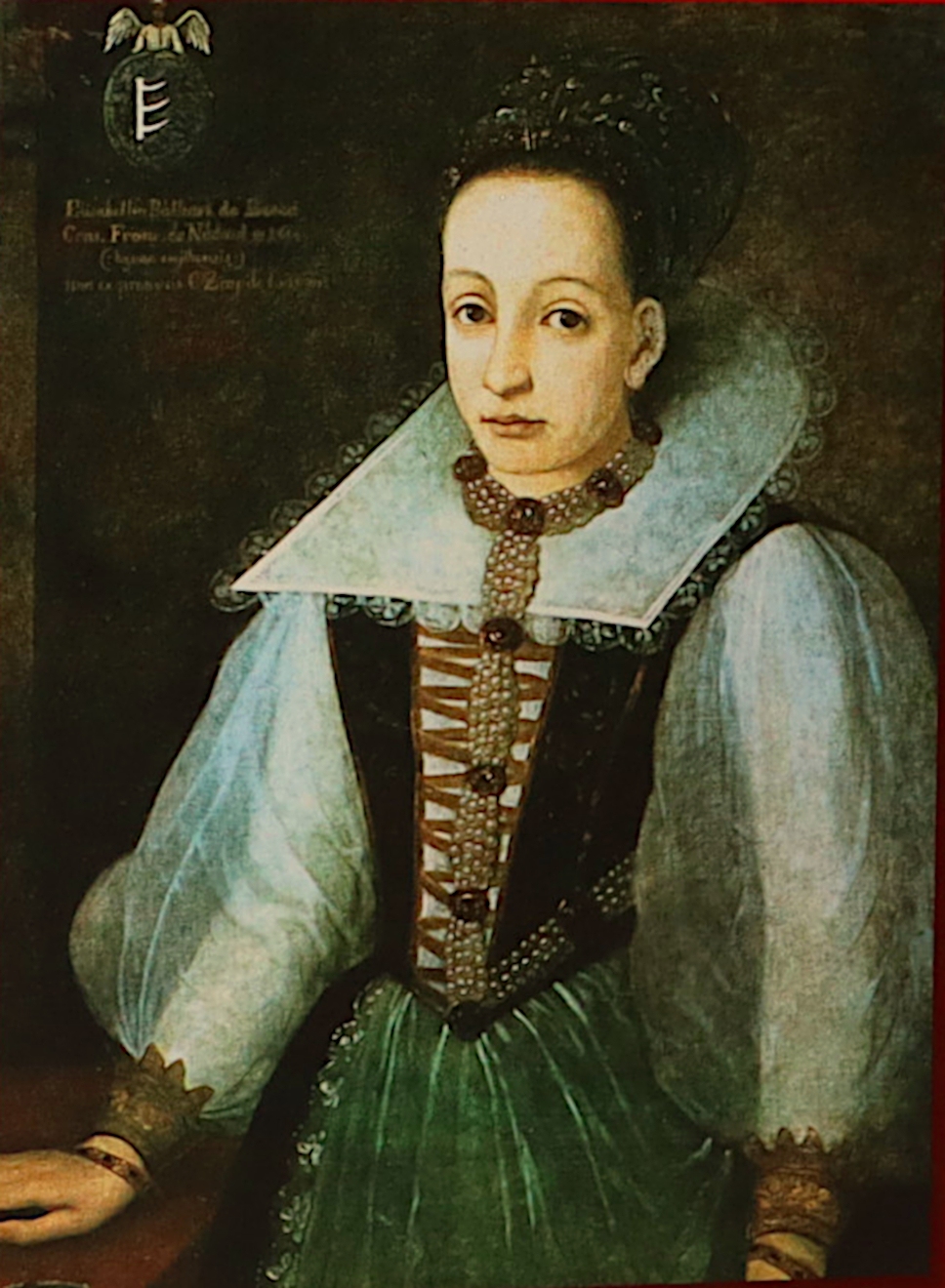
Erzsébet Báthory

Elisabeth Báthory (verheiratet Elisabeth Nádasdy; ungarisch Báthory Erzsébet [ˈbaːtori ˈɛrʒeːbɛt], slowakisch Alžbeta Bátoriová/Báthoryová; * 7. August 1560 in Nyírbátor, Ungarn; † 21. August 1614 auf Burg Čachtice (Schächtitz), Königreich Ungarn) war eine ungarische Gräfin aus dem Haus der Báthory von Ecsed. Ihre Verurteilung als Serienmörderin im Jahr 1611 ließ die Legende der „Blutgräfin“ entstehen, die die Vorlage für zahlreiche künstlerische Bearbeitungen lieferte.

## Leben

### Jugend und Ehe
Elisabeth Báthory wurde 1560 als Tochter des adeligen Militärs Georg Báthory von Ecsed (ungarisch Báthory György) und Anna Báthory von Somlyós geboren, der älteren Schwester des regierenden polnischen Königs Stephan Báthory (ungarisch Báthory István). Georg war der dritte von vier Ehegatten der Anna Báthory. Elisabeth hatte einen älteren Bruder, Stephan (geboren 1555, ungarisch István), und die jüngeren Schwestern Sofia und Klara. Elisabeth wuchs in Ecsed auf und lernte Latein, Deutsch und Griechisch.

1571 wurde sie mit elf Jahren mit dem fünf Jahre älteren Franz Nádasdy von Fogarasföld verlobt. Dessen Mutter Ursula hatte zwei Jahre vorher Burg Čachtice als Mitgift für ihn gekauft und starb im Jahr der Verlobung. Die Hochzeit fand am 9. Mai 1575 statt, als Elisabeth 14 Jahre alt war. Báthory änderte ihren Nachnamen in Báthory-Nádasdy und trat zum Luthertum über. Das Paar Báthory-Nádasdy wohnte auf Burg Čachtice (deutsch: Schächtitz, ungar. Cséjthe) zwischen Piestany und Neustadt an der Waag in der Gegend von Neutra (ungar. Nyitra, slowak. Nitra).

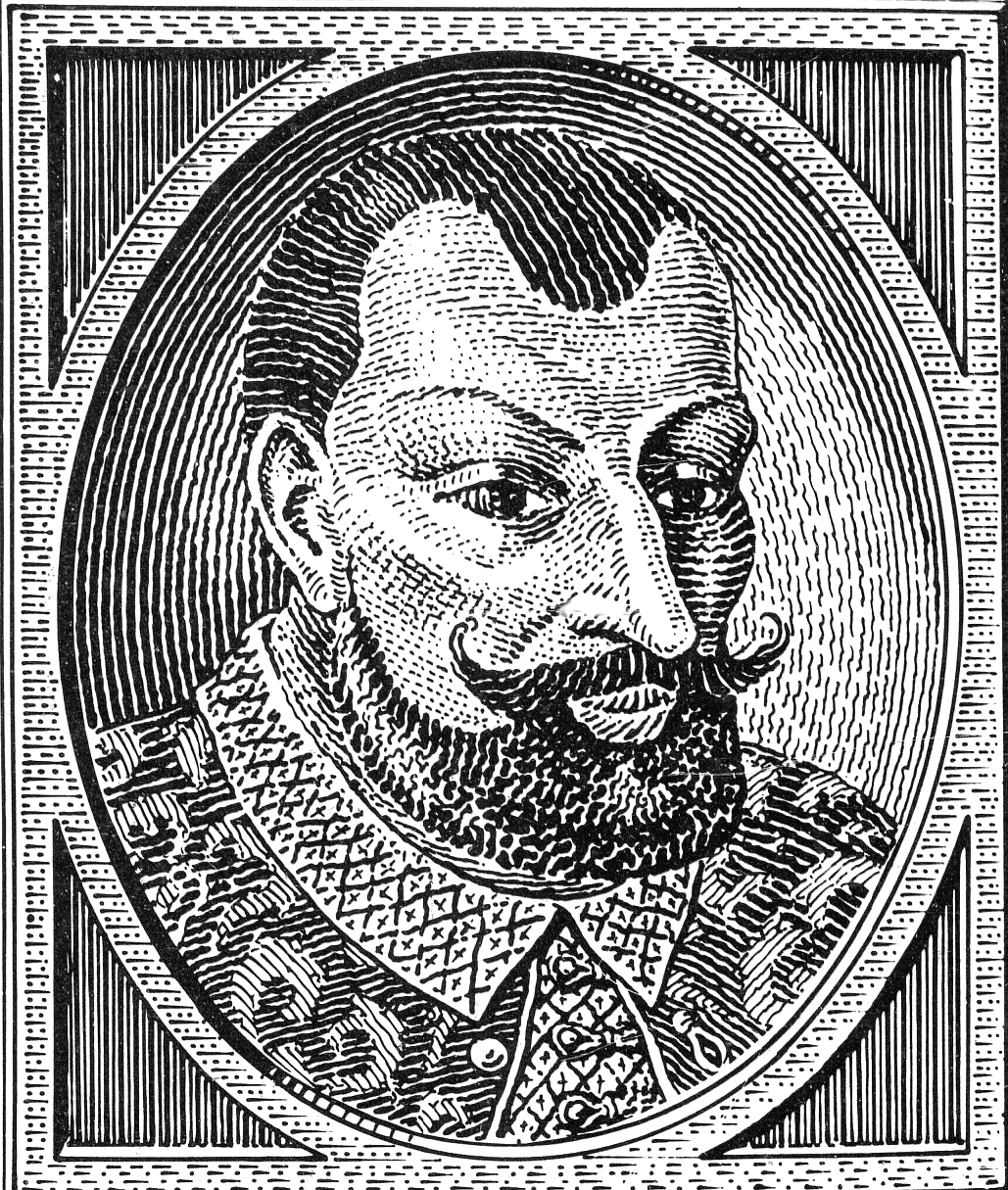
Franz Nádasdy

Franz war oft außer Haus und kämpfte als Kommandant im königlichen Ungarn gegen die Osmanen. Er nahm an den Rückeroberungen von Esztergom, Vác, Székesfehérvár, Visegrád und Győr teil, wurde zum Ritter geschlagen und erwarb sich durch sein hartes Vorgehen den Beinamen „Schwarzer Ritter“. Elisabeth führte den Haushalt der Burg. Sie verwaltete das Erbe der Kanizsay und der Nádasdy für ihren Mann.
Das Königreich Ungarn unter Herrschaft des Hauses Habsburg verschuldete sich zur Finanzierung des Krieges hoch bei den Nádasdy.
1585 gebar Báthory im Alter von 25 Jahren ihr erstes Kind, die Tochter Anna. Ein Gemälde von Báthory wurde im selben Jahr gemalt. Zwischen 1586 und 1594 bekam sie Ursula und Andreas, die beide als Kinder starben, und danach Katharina. Báthory war 38 Jahre alt, als 1598 der Sohn Paul – Haupterbe des Paares – geboren wurde.
Ihr Bruder Stephan, Erbe der Báthory von Ecsed, war kinderlos geblieben, sodass er Elisabeth Báthory 1600 in seinem Testament bedachte. Er war Erzieher von Gabriel Báthory von Somlyó und seiner Schwester Anna. 1601 erkrankte Elisabeth Báthorys Ehemann Franz Nádasdy in Pressburg (ungar. Pozsony, slowak. Bratislava). In Keresztúr kam es 1602 zu Aktivitäten von Geistlichen gegen Nádasdy und Báthory.

### Nach der Ehe

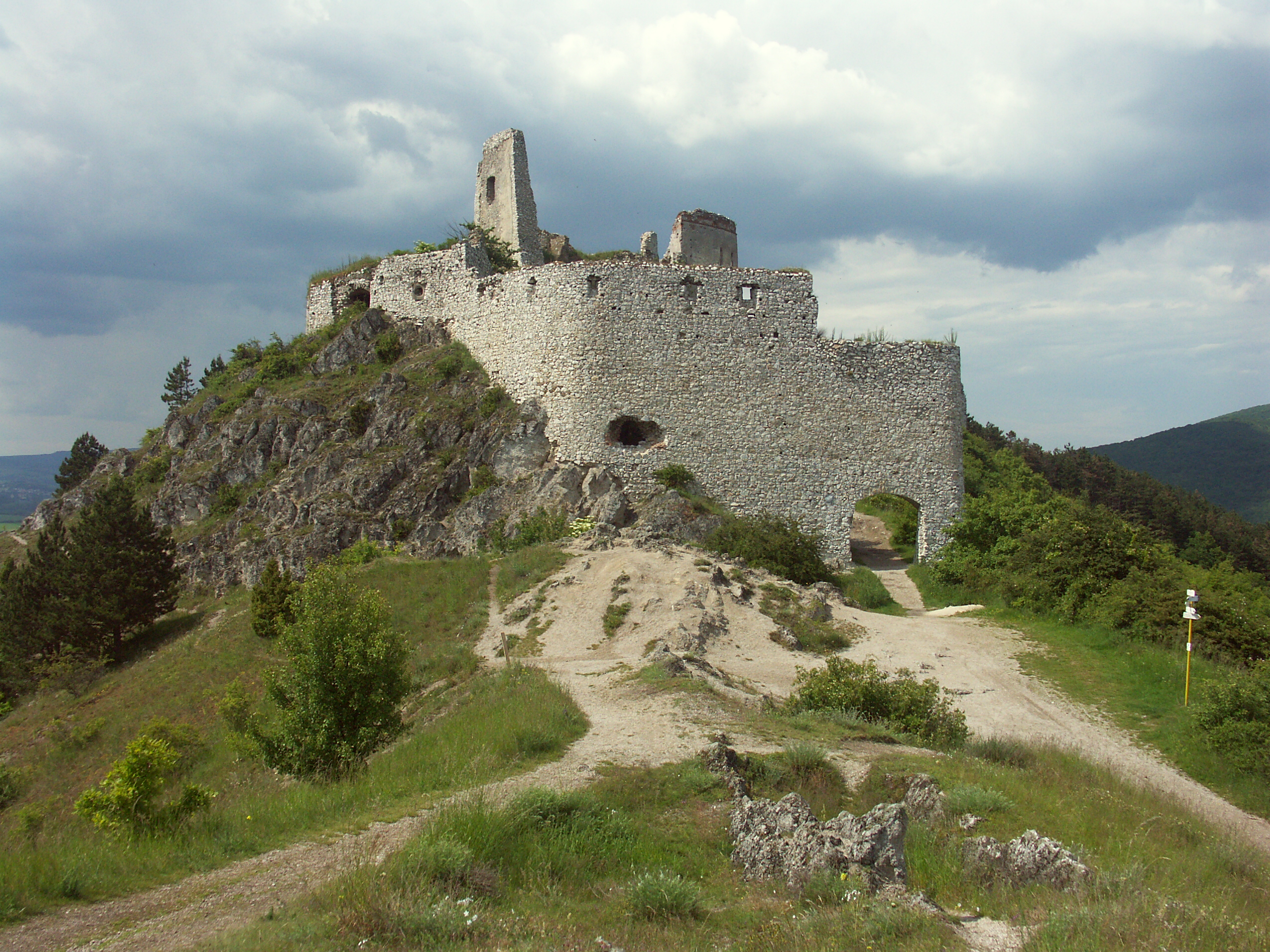
Burg Čachtice (Schächtitz)

Franz starb am 4. Januar 1604 an einer Krankheit, und Báthory erbte dessen gesamtes Vermögen. Nachdem sie 1605 auch ihren Bruder Stephan beerbt hatte, ballte sich große Macht in ihrer Hand. Sie besaß Lehen, Güter und Immobilien von Transsylvanien bis nach Österreich, hauptsächlich aber in Oberungarn, der späteren Slowakei: Burg und Dorf Čachtice, Burg Beckov, Burg und Stadt Sárvár, Burg Leka, Ecsed (Kreis Mátészalka), Kanizsa (Erbe der Kanizsay), Burg und Stadt Illava, Lendva, Weingärten um Tokaj, Sopronkeresztúr, Kapuvár (Kreis Kapuvár), Egervár (Kreis Zalaegerszeg), Nagycenk, Burg Füzér, Burg Devín (aus dem Erbe ihres Bruders Stephan) und Stadthäuser in Wien, Sopron, Trnava und Piestany. Viele der Burgen waren strategisch wichtig, insbesondere Devín an der Donau oberhalb von Pozsony (Pressburg).
Báthory agierte als Familienoberhaupt, was damals für eine Frau ungewöhnlich war. 1604 verheiratete sie ihre Tochter Anna mit Miklós Zrinyi. Ihren Sohn und Erben Paul ließ sie durch Graf Emmerich Megyéry den Roten erziehen. Die Tochter Katharina verlobte sie mit Georg Drugeth von Homonna, die Hochzeit fand am 6. Januar 1610 auf Čachtice statt.
Am 27. März 1606 waren Heiducken des Aufständischen István Bocskay in Čachtice. 1608 wurde Gabriel Báthory Wojewode von Transsylvanien.

### Der Prozess und seine Folgen
Am 29. Dezember 1610 stürmte und durchsuchte Graf Georg Thurzo von Bethlenfalva, seit 1609 Palatin von Ungarn und Vetter von Báthory, das Kastell von Čachtice. Báthory wurde wegen vielfachen Mordes an Dienerinnen 1611 unter Hausarrest gestellt. In Bitcse wurden zwei Prozesse abgehalten, einer auf Ungarisch und einer auf Latein. Da man Báthory selbst nicht Stellung nehmen ließ, bestand der Prozess nur aus der Vernehmung von Zeugen und Mitangeklagten, die gefoltert wurden. Darunter waren diverse Diener von Báthory:
- Helena (ung. Ilona) Jó, die Amme von Báthorys Kindern,
- Johannes (ung. János) Ujváry, genannt Ficzkó, ihr Hausmeister,
- Katharina Beneczky, Witwe des Johann Boda, zehn Jahre lang als Wäscherin auf der Burg,
- Dorothea (ung. Dorottya) Szentes, genannt Dorkó, Witwe des Benedict Scöcs, fünf Jahre Kammerzofe der Gräfin.Graf Georg Thurzo von Bethlenfalva stürmte das Kastell von Čachtice

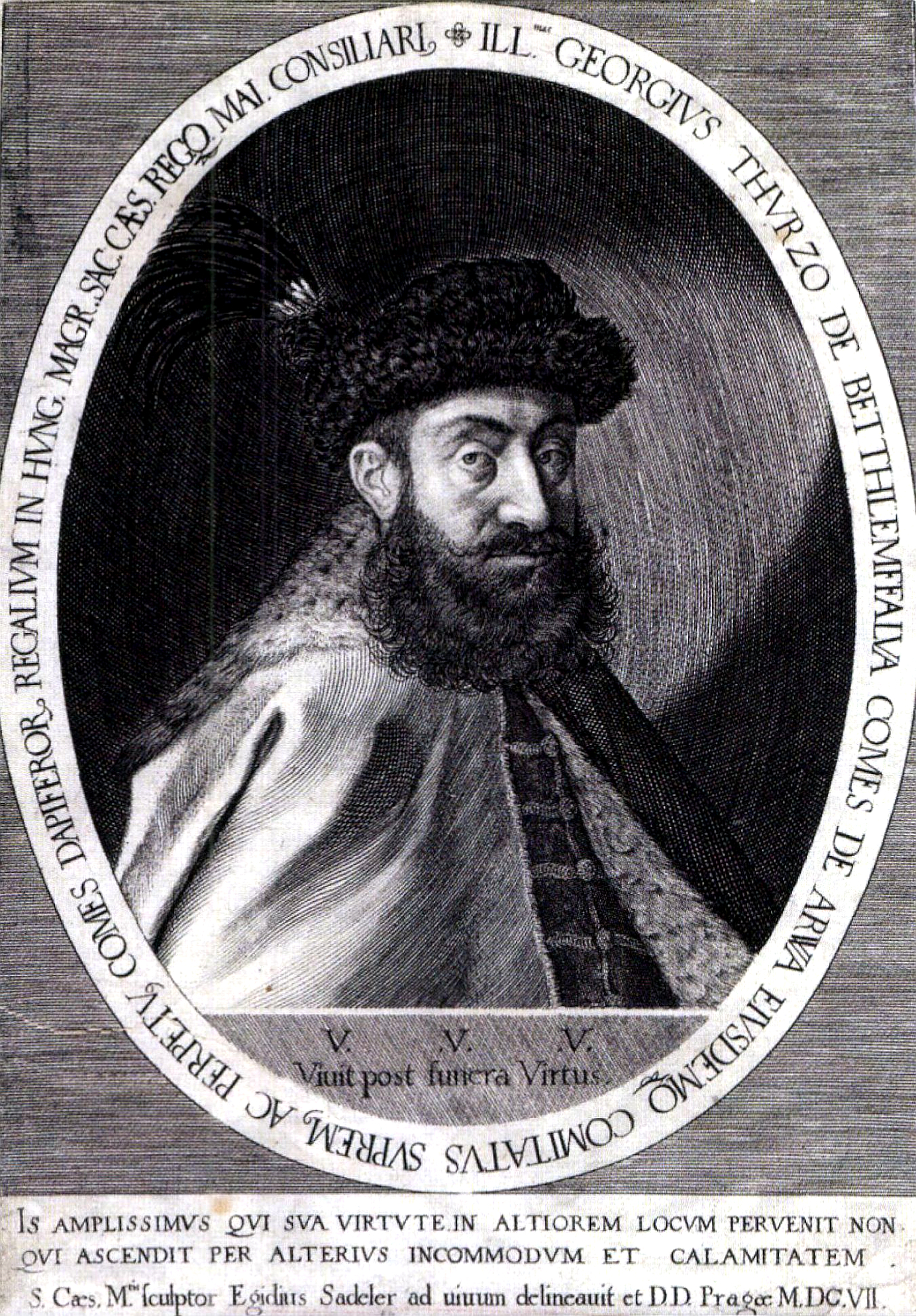
Graf Georg Thurzo von Bethlenfalva stürmte das Kastell von Čachtice

In der Folge des Prozesses wurden Dorothea und Helena erst die Hände verstümmelt, dann wurden sie lebendig verbrannt. Johannes wurde geköpft und seine Leiche verbrannt. Katharina blieb in Haft und wurde nicht verurteilt, da sie durch Zeugenaussagen teilweise entlastet wurde. Der katholische König Matthias II. aus dem Haus Habsburg verlangte das Todesurteil gegen die evangelische Báthory. Thurzo lehnte das ab und Báthory wurde bis zu ihrem Lebensende auf ihrer Burg Čachtice gefangen gehalten.
Ende Januar 1611 wurde Báthory von Georg Drugeth von Homonna, dem Ehemann ihrer Tochter Katharina, der in ihrem Namen Erbansprüche geltend machte, aufgesucht. Am 8. Oktober gab es ein Treffen von ihm und dem Sohn Paul, bei dem die Aufteilung des Erbes diskutiert wurde.
Am 31. Juli 1614 machte Báthory ihr Testament, das eine gleichmäßige Aufteilung ihres Eigentums unter ihren Kindern vorsah und Paul als Stammhalter einsetzte. Elisabeth Báthory starb am 21. August 1614 nach vier Jahren Haft und wurde am 25. November in der Kirche zu Čachtice beigesetzt. Am 13. August 1615 starb ihre Tochter Anna kinderlos und fiel als Erbin aus, so dass Paul und Homonna am 9. März 1616 das Erbe aufteilten.

## Heutige Interpretation

### Báthory als Serienmörderin
Die Prozessunterlagen schildern, dass Báthory viele junge Mädchen auf ihre Burgen gelockt habe. Báthory und ihre Diener sollen ihre Opfer auf verschiedene Weise gefoltert haben. Thurzo habe sofort nach Betreten der Burg Čachtice die ersten Mädchenleichen gefunden.
Dorothea nannte 36 getötete Mädchen. Eine andere Zeugin gab an, auf Schloss Sárvár seien über 80 Mädchen getötet worden. Auch in Wien soll sie zahlreiche Mädchen ermordet haben, darunter sei die Sängerin Helene (ung. Ilona) Harczy gewesen, die Báthory in Wien kennengelernt hatte. In ihrem Wiener Stadtpalais in der Augustinerstraße 12, in dem die verwitwete Gräfin die Wintermonate zu verbringen pflegte, kam es angeblich regelmäßig zu nächtlichen Ruhestörungen in Form von Schreien, Weinen und Rumpeln.
Manche sind der Auffassung, dass Báthorys brutales Verhalten gegenüber Untergebenen lediglich exzessiver war als das anderer Hochadliger. Sie sei nur angeklagt worden, weil sie sich nicht mit Bauernmädchen begnügt, sondern auch Mädchen aus dem niederen Adel Ungarns umgebracht habe.
György Pollák und Michael Farin, der als Herausgeber der aktuellen deutschsprachigen Quellensammlung zu Báthory sowohl die zeitgenössischen Quellen als auch die Entstehung der späteren Báthory-Legende dokumentiert hat, halten die historische Báthory nicht für unschuldig.

### Báthory als Opfer einer politischen Intrige
Die Auffassung von Báthorys Unschuld wurde 1984 erstmals vertreten von László Nagy. Das Vorgehen gegen Báthory ist nach dieser Auffassung eine politische Intrige seitens des Hauses Habsburg.

Die Habsburger und Báthorys waren schon seit Langem verfeindet. Der Konflikt der beiden Häuser begann 1571, als sich Stefan Báthory mit osmanischer Hilfe gegen den habsburgischen Kandidaten als Woiwode von Transsylvanien durchsetzte. Stefan setzte sich dann 1575 auch gegen Kaiser Maximilian II. als König von Polen durch. Die Habsburger waren katholisch und führten 1580 die Gegenreformation in Österreich ein. In Transsylvanien hingegen ließ der evangelische Woiwode Sigismund Báthory, ein Nachfolger Stefans, 1588 die Jesuiten ausweisen und 1592 die Unitarier aus Polen immigrieren. 1597–1602 kam es zur Auseinandersetzung zwischen Sigismund Báthory und dem Habsburger Rudolf II. um die Herrschaft über Transsylvanien, bei der sich Rudolf II. durchsetzte. Rudolfs Kommissar Georg Basta beschlagnahmte den Besitz diverser ungarischer Adliger und ging gegen die Evangelischen vor, sodass 1604 der Aufstand des Stephan Bocskai gegen ihn losbrach, durch den Transsylvanien wieder unabhängig von den Habsburgern wurde.

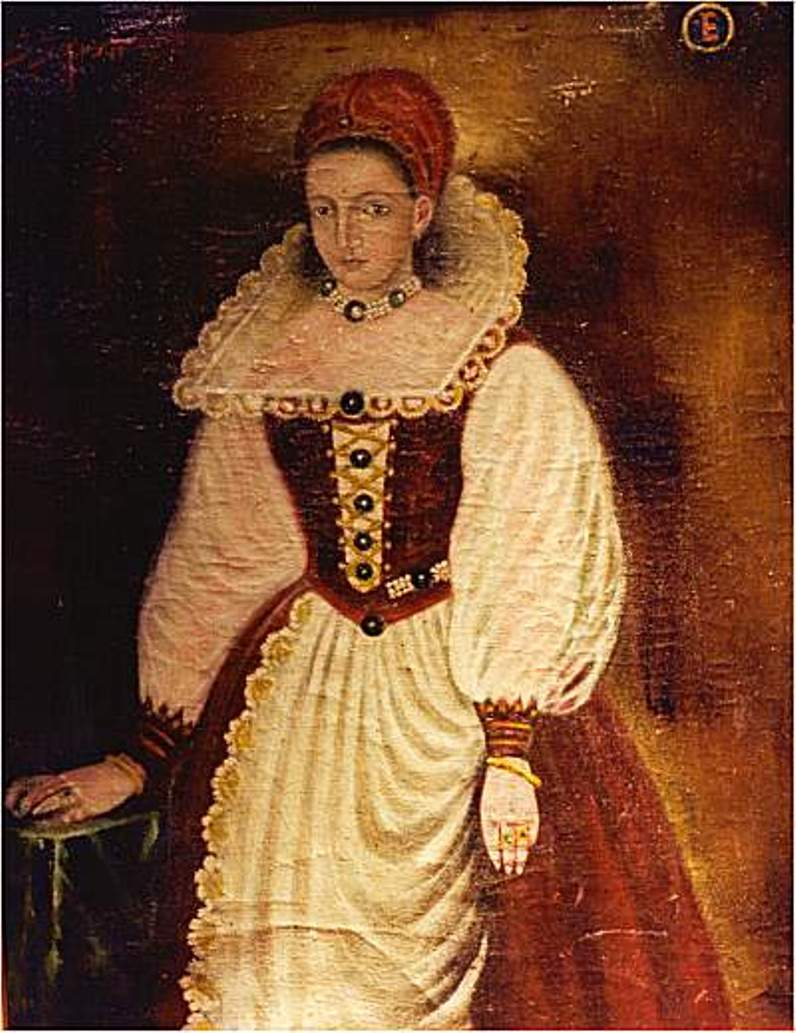
Erzsébet Báthory im Alter von 25 Jahren

1608 wurde Gabriel Báthory Woiwode von Transsylvanien. Es drohte ein Feldzug von Báthory gegen die Walachei, die mit König Matthias II. verbündet war. Elisabeth Báthory hätte ihren Verwandten mit Truppen unterstützen können. Ihre Festnahme 1610 verhinderte das. Ein Prozess mit gekauften Zeugen, so die These, sei ein geringerer Aufwand als ein Krieg gegen die Báthorys.
Die Habsburger gingen mit allen Mitteln gegen die Báthorys vor. So unternahm Melchior Khlesl, Kanzler von König Matthias II., einen Mordversuch an Gabriel Báthory, der jedoch scheiterte. 1611 startete Khlesl einen Feldzug gegen Transsylvanien. Außerdem förderte Khlesl die Gegenreformation. Nachdem Gabriel Báthory 1613 gestürzt und ermordet worden war, starb im selben Jahr auch sein Amtsvorgänger Sigismund Báthory in Prag, so dass die Habsburger die konkurrierende Dynastie erfolgreich ausgeschaltet hatten.
Tony Thorne führt in seiner 1997 erschienenen Dokumentation Countess Dracula. The life and times of the Blood Countess, Elisabeth Báthory Gespräche mit Katalin Peter, Agnes R. Varkonyi, Pal Ritook, Borbala Benda, Zsuzsana Bozai und Tibor Lukacs, Beata Havelska, Pavol Stekauer, Stefan Franko, Jozef Kocis, Irma Szadeczky-Kardoss, die verschiedene Ansichten vertreten. Für die Unschuldsvermutung sprechen laut Thorne drei Argumente:
1. Nach dem Tod ihres Gatten Nádasdy war Elisabeth Báthory schutzlos. Georg Thurzo hatte schon vor ihr andere hochadelige Witwen kaltgestellt, um sie um ihren Besitz zu bringen. Báthory erwähnt in einem Brief an ihn, sie werde nicht gleichermaßen ein leichtes Opfer sein.
2. Es war damals allgemein üblich, dass Hochadelige die Prügelstrafe gegenüber Dienerinnen niedrigen Standes einsetzten. Auch Georg Thurzo wandte die Prügelstrafe an.
3. Hochadelige Frauen behandelten ihre Dienerinnen medizinisch, was, der Zeit entsprechend, nicht immer zum Erfolg führte.

Gegen diese Hypothese spricht die Detailfülle und ungewöhnliche Art der Vorwürfe.

## Legendenbildung
1729, mehr als 100 Jahre nach dem Tod von Elisabeth Báthory, behandelte der Jesuit László Turóczi in seinem vom Geist der Gegenreformation geprägten Werk Ungaria suis cum regibus compendio data die Verurteilung Báthorys vom Standpunkt des Gerichts aus und ergänzte sie um einige entscheidende, frei erfundene Details: Báthory habe beim Foltern eines Mädchens einige Blutspritzer abbekommen und auf der befleckten Stelle eine deutliche Verjüngung ihrer Haut verspürt. Sie habe sich daher entschlossen, systematisch junge Frauen zu töten und in deren Blut zu baden, um ihre eigene Haut jugendlich und attraktiv zu erhalten. Helena und Dorothea seien Hexen gewesen. Der Jesuit Turóczi gab zudem als Ursache für Báthorys Wahnsinn erstmals ihren Übertritt zum Luthertum an.

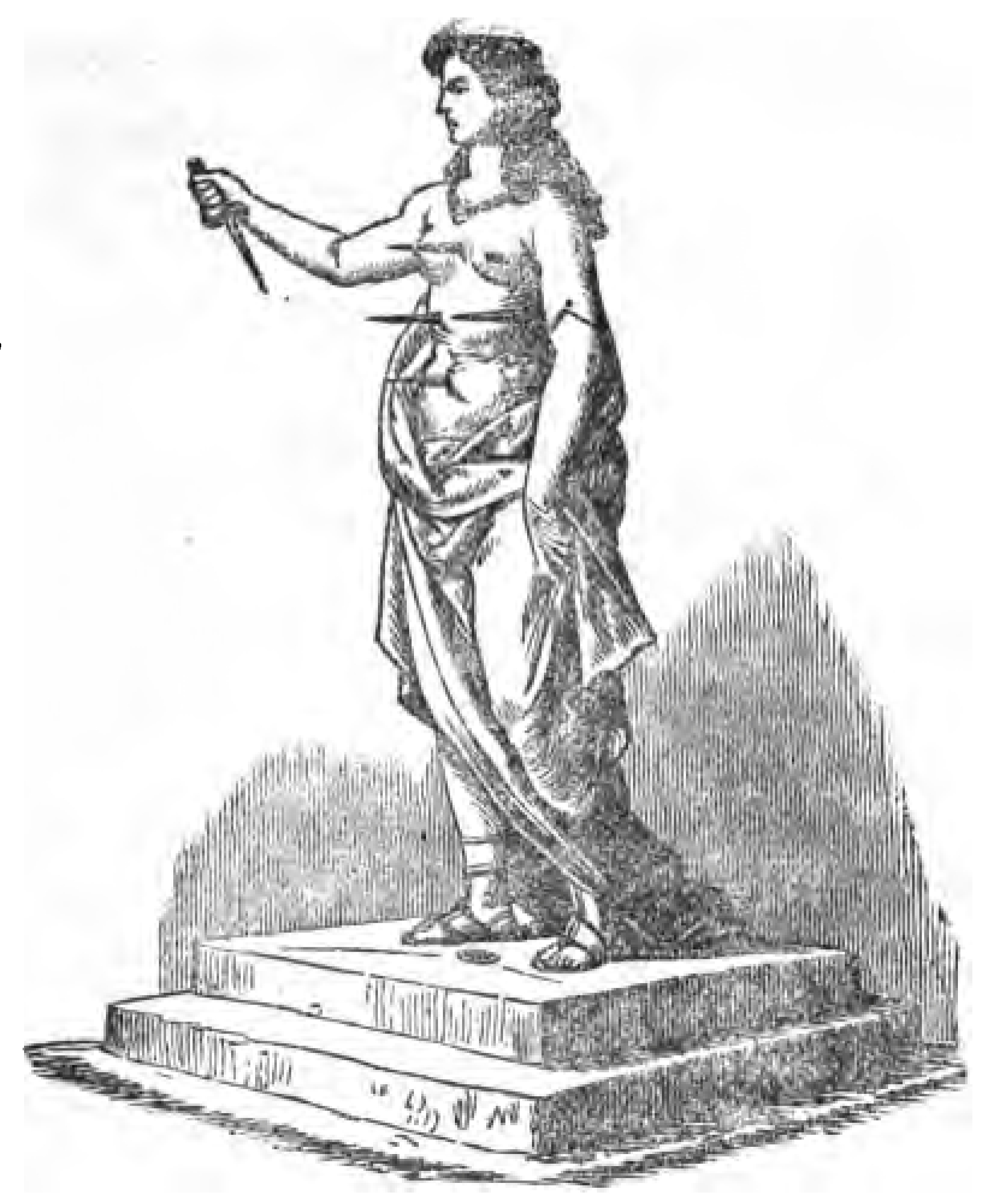
Angebliche Eiserne Jungfrau der Báthory (Bermann 1868)

Turóczis Werk ist die älteste Schrift über Báthory, die, abgesehen von den besagten Ergänzungen, auf den Originalakten basiert. Seine Behauptungen wurden von späteren Autoren wiederholt, z. B. 1742 von Matthias Bel, und oft noch weiter ausgeschmückt. Die Publikation der Prozessakten 1817 hatte keinen Abbruch der Legendenbildung zur Folge. Ein neues Erzählelement war z. B. eine Eiserne Jungfrau in Báthorys Folterkammer. Die reale Báthory geriet in Vergessenheit.
Neben pseudohistorische Schilderungen traten rein fiktive Werke ohne Wahrheitsanspruch, so schrieb Leopold von Sacher-Masoch von den Sagen um Báthory angeregt die Geschichte Ewige Jugend. 1611.
Insbesondere durch die Legende, Báthory habe im Blut der ermordeten Mädchen gebadet oder es getrunken, um sich selbst jung zu erhalten, bekam Báthory den Beinamen „Blutgräfin“. Ob Bram Stoker von der Báthory-Legende angeregt war und sie für seinen Roman Dracula verwendete, ist umstritten. Eine Verbindung zwischen der Blutgräfin und bluttrinkenden Vampiren wurde erstmals 1970 hergestellt, um einen Film zu bewerben. Mittlerweile ist sie ein typisches Thema im Vampir-Genre. In etlichen Werken, die von den Legenden um die „Blutgräfin“ handeln, wird der Name Báthory gar nicht mehr genannt. Ab den 1970er Jahren avancierte Báthory zu einer beliebten Figur der Populärkultur.

## Kulturelle Rezeption

### Belletristik und Bilder
- Ernst Raupach: Lasst die Toten ruhen. 1823. In dieser Erzählung wird der Blutdurst der Titelfigur, die im Übrigen namentlich mit Báthory identisch ist, auf eine Wiedererweckung von den Toten zurückgeführt, und Báthory zum Ende in einer Basilika eingemauert.
- Johann Nepomuk Vogl: Die Burgfrau zu Cseitha. 1836.
- A. Marienburg: Elisabeth Báthori. Historischen Quellen entnommene Erzählung. 1838.
- Moritz Gans von Lúdassy: Elisabeth Bathory – Die Geheimnisse der Schachtizburg. 1854.
- Leopold von Sacher-Masoch: Ewige Jugend. 1611. 1874. Fasziniert von der Blutbädersage schrieb Sacher-Masoch diese Novelle.
- Jožo Nižnánsky: Čachtická paní. 1932.
- Valentine Penrose: Die blutige Gräfin Erzsébet Báthory. 1965. Dieses Buch enthält auch ein Kapitel über Gilles de Rais.
- Lavrík Silvester: Alžbeta Báthory. 1999.
- Andreas Varesi: Das Geheimnis der Bathory. 2005.
- Kai Meyer: Die Gebannte – Die Alchimistin III. 2012. In diesem Roman wird eine der Figuren mithilfe alter Aufzeichnungen als Elisabeth Báthory entlarvt.
- Tereza Vanek: Im Dienst der Gräfin. 2014.
- James Rollins, Rebecca Cantrell: Das Evangelium des Blutes. 2014.
- Bettina Szrama: Die Magnatin. 2015.
- Melanie Vogltanz: Sterblich. 2020. In diesem Roman übernimmt die Protagonistin die Identität von Elisabeth Báthory.
- Wolfgang Hohlbein: Die Blutgräfin (6. Teil der Serie: Die Chronik der Unsterblichen). In diesem Roman dient Elisabeth Báthory als Vorlage für eine Burgherrin, die des Mordes und der Entführung junger Mädchen beschuldigt wird. Die Romanfigur ist ein Vampir, der das Blut der Mädchen benötigt, um stark zu bleiben.
- Vom Hugh Walker (aka Hubert Straßl) erschien 1973 in der Romanheftreihe Vampir Horror-Roman (Pabel Moewig Verlag) als Band 20 der Titel Die Blutgräfin um die Person Elisabeth Báthorys, der 1990 als Dämonen-Land Nr. 12 (Bastei Verlag) wieder aufgelegt wurde.
- Der Roman Das Blutbad der Gräfin der Science-Fiction-Serie Zeitkugel in den 1970er Jahren griff dieses Thema auf.
- In der Romanreihe Heirs of Alexandria von Mercedes Lackey, Eric Flint und Dave Freer ist die ungarische Gräfin „Elizabeth Bartholdy“ [sic] als Blutmagierin eine wesentliche Antagonistin, überwiegend im Hintergrund der Handlung.
- Die Manga-Serie Vampire Princess Yui zeigt die Prinzessin beim Baden in Blut.
- In der japanischen Light-Novel-Serie Akuryō (悪霊シリーズ) von Fuyumi Ono, auf der sowohl der Manga, wie auch der Anime Ghost Hunt beruhen, dient die Legende der Blutgräfin als Vorbild für die Handlungen des Charakters „Kaneyuki Miyamas“.
- Der französische Zeichner Georges Pichard porträtierte Erzsébet Báthory im Comic La Comtesse rouge (erschienen 1985 bei Editions Dominique Leroy, Paris). Er stützte sich dabei auf den Text von Masoch (die Erzählung Ewige Jugend), den er für den Comic J.M. Lo Duca adaptiert (und das Vorwort verfasst) hat.
- Die Mythen um Báthory haben auch die lesbische Erotik-Fotografin Krista Beinstein beeinflusst.

### Hörspiele
- 2006: Die Schwarze Sonne. In dieser Hörspielreihe verkörpert die Gräfin den Charakter der Lady Arabella March.
- 2016: Ewige Jugend, aus der Hörspielreihe Gruselkabinett, Folge 117
- 2018: Märchenschloss zur Hölle, aus der Hörspielreihe Faith van Helsing, Folge 26
- 2021: Die Blutgräfin, aus der Hörspielreihe Holy Horror, Folge 18

### Computerspiele
- In dem Computerspiel Diablo 2 von Blizzard Entertainment hat der Spieler im ersten Akt in einem Nebenquest die Aufgabe, die böse Gräfin, die im Blut von Jungfrauen badete, zu vernichten, und erhält als Belohnung den Schatz der Gräfin.
- Im Videospiel Fate/Extra CCC nimmt der Protagonist am Kampf um den Heiligen Gral teil und tritt dabei unter anderem gegen die 14-jährige Elizabeth Báthory an. Sie ist eine wiederkehrende Figur in weiteren Ablegern der Fate-Reihe.
- In Resident Evil: Village (2021) nutzte man unter anderem die Geschichte der Elizabeth Báthory als Inspirationsvorlage für Lady Dimitrescu.

### Film
Unter den zahlreichen Filmen, die sich um Elisabeth Báthory drehen, muss zwischen zwei Hauptrichtungen unterschieden werden: einerseits „historischen“ Filmen, die sich mal mehr und mal weniger um Authentizität bemühen und mit dem geschichtlich überlieferten Charakter und der Biografie der „Blutgräfin“ befassen, und andererseits Filmen des „phantastischen“ Genres (besonders Horrorfilmen), die oft in der Gegenwart spielen und in denen Elisabeth Bathóry meist als Vampirin, als eine Art weibliches Gegenstück zu Dracula, in Erscheinung tritt. Natürlich gibt es auch Mischformen, so enthält etwa gleich der erste biographische Film, Comtesse des Grauens (siehe unten), auch Elemente des Gruselfilms.

Historische Filme (Auswahl):
- 1967: In Die beispiellose Verteidigung der Festung Deutschkreutz, einem frühen Kurzfilm von Werner Herzog, werden von der Erzählerstimme kurz Báthorys Untaten angesprochen. Gedreht wurde am Originalschauplatz, Schloss Deutschkreutz, das sich tatsächlich im Besitz von Elisabeth Báthory befand, auch hier soll sie einige ihrer Folterungen und Tötungen begangen haben.[16]
- 1971: Comtesse des Grauens (Countess Dracula) des ungarischstämmigen Regisseurs Peter Sasdy, produziert von den Hammer Filmstudios, ist stark vom Leben der Báthory inspiriert. Ingrid Pitt spielt Elisabeth Nádasdy, eine ungarische Adlige, welche im Blut junger Frauen badet, um auf ewig jung und attraktiv zu bleiben. Der Film mischt Historisches mit Horrorelementen – trotz des auf Dracula anspielenden Originaltitels wird die Gräfin hier zwar nicht als Vampirin geschildert, allerdings ist ihr dargestellter rapider Alterungs- bzw. Verjüngungsprozess eindeutig dem Bereich des Phantastischen zuzuordnen.
- 1973: Der spanische Film Ceremonia sangrienta von Jorge Grau, mit Lucia Bosè als Bathory spielt zu Beginn des 19. Jahrhunderts in Čachtice und handelt nicht von der Blutgräfin selber, sondern von einer Nachfahrin, ebenfalls mit dem Vornamen Erzebet, die im Laufe der Geschichte nicht nur die Untaten ihrer Urahnin wiederholt, sondern zuletzt auch deren Schicksal (lebendiges Einmauern) teilt. Der Film thematisiert osteuropäischen Vampiraberglauben (so täuscht etwa Bathorys Ehemann seinen eigenen Tod vor, um sich als Vampir ausgeben und so den Verdacht von seiner Frau ablenken zu können), enthält aber keine übernatürlichen Elemente.
- 1974: Im Episodenfilm Unmoralische Geschichten von Walerian Borowczyk ist eine Darstellung der Báthory als Blutgräfin enthalten. Die Picasso-Tochter Paloma badet als Blutgräfin im Blut.
- 1980: Der tschechoslowakische Zeichentrickfilm Krvavá pani von Viktor Kubal schildert, fast ohne Sprache und mit leicht märchenhaften Zügen, das Leben von Elisabeth Báthory.
- 2008 wurde die tschechisch-slowakischen Co-Produktion Bathory – Die Blutgräfin mit Anna Friel als Blutgräfin veröffentlicht. Regie führte Juraj Jakubisko. Darsteller sind u. a. Franco Nero und Bolek Polívka.
- 2008 verfilmte Julie Delpy mit Die Gräfin (Blood Countess) die Lebensgeschichte der Báthory mit sich selbst in der Hauptrolle sowie u. a. Daniel Brühl als ihrem jungen Geliebten. Der Film wurde 2009 auf der Berlinale uraufgeführt.
- 2008: Der tschechisch-kanadische Film Bathory – Gräfin der Lust (Blood Countess) von Lloyd A. Simandl schildert einen Tag im Leben von Elisabeth Báthory, die Handlung ist allerdings in erster Linie Vorwand für diverse homoerotische Soft-Sex-Szenen.
- 2008: Im selben Jahr drehte derselbe Regisseur die Fortsetzung, Bathory 2 – Die Liebeschule der Lustgräfin (Blood Countess 2: The Mayhem Begins).
- 2014: Dokumentarfilm 400 Jahre Elisabeth Bathory – Das Geheimnis hinter dem Geheimnis, Regie und Kamera: Pavel Novotny.
- 2015: Im russisch-amerikanischen Film Die dunkle Gräfin (Lady of Csejte) von Andrei Konst mit Swetlana Chodtschenkowa als Báthory und Isabelle Allen als Zigeunermädchen Aletta wird eine fiktive Geschichte um das letzte Regierungsjahr der Gräfin erzählt, in welcher ein kindliches Geschwisterpaar in ihre Fänge gerät.
- 2018: Die US-amerikanische Mystery-Serie Lore behandelt in Staffel 2, Folge 2 das Leben der Elisabeth Báthory und stellt sie als die im Guinness-Buch der Rekorde beschriebene „erfolgreichste Serienmörderin“ dar.

Horror- und phantastische Filme (Auswahl):
- 1942: Der früheste Film, der, wenn auch ohne explizite Nahmensnennung, Elemente der Báthory-Legende aufgreift, ist die Monogram-Produktion The Corpse Vanishes. Elizabeth Russell spielt eine alternde osteuropäische Gräfin, die sich ihre Jugend und Schönheit erhält, indem sie sich von ihrem Arzt und Ehemann (Bela Lugosi) regelmäßig eine Essenz aus Jungfrauenblut spritzen lässt.[17]
- 1956: Der Vampir von Notre Dame von Riccardo Freda und Mario Bava, der als erster italienischer Horrorfilm überhaupt gilt, erzählt eine ganz ähnliche Geschichte, hier wird die alte, künstlich durch ein aus dem Blut junger Frauen hergestelltes Serum jugendlich erhaltene Herzogin von Gianna Maria Canale dargestellt.
- 1971: In dem in der Gegenwart spielenden belgischen Gruselfilm Blut an den Lippen von Harry Kümel verkörpert Delphine Seyrig die Gräfin Báthory, die sich ein jugendliches Aussehen erhält, indem sie das Blut von Jungfrauen trinkt.
- 1971: In dem spanischen Horrorfilm Nacht der Vampire von León Klimovsky mit Paul Naschy als Wolfsmensch Waldemar Daninsky ist eine der Hauptfiguren die Vampirin „Gräfin Wandesa Dárvula de Nadasdy“ (gespielt von Patty Shepard), in der sich deutlich Elisabeth Bathóry erkennen lässt.
- Weitere Waldemar-Daninsky-Filme mit Naschy, in denen Elisabeth Bathóry (nun unter ihrem wirklichen Namen) eine Rolle spielte, waren Die Todeskralle des grausamen Wolfes (El retorno de Walpurgis, 1973, Regie: Carlos Aured), Der Werwolf (El retorno del Hombre Lobo, 1981, Regie: Paul Naschy) und Tomb of the Werewolf (2004, Regie: Fred Olen Ray).
- 1993: Die Episode Blood Moon (Staffel 5 / Episode 15) der Serie Zurück in die Vergangenheit bezieht sich auf einen Grafen Báthory. Die Beschreibung seiner Gräueltaten und vor allem seines Ablebens weist aber eindeutige Parallelen zum Mythos der Blutgräfin auf.
- 2004: Im kanadischen Erotik-Horrorfilm Eternal Shades of Bloody Sex von Wilhelm Liebenberg und Federico Sanchez (mit Caroline Néron und Victoria Sanchez) treibt Báthory unter dem Decknamen Elizabeth Kane im zeitgegenwärtigen Montréal ihr Unwesen.
- 2006: Der Horrorfilm Stay Alive von Regisseur William Brent Bell greift den Mythos der Blutgräfin auf, hier befindet sich die Burg jedoch in den USA.
- 2007 wurde der deutsch-ungarische Vampirfilm Metamorphosis gedreht. Elisabeth Báthory selbst hat hier nur einen Kurzauftritt, der Rest des Films dreht sich um ihre (fiktive) Tochter und spielt in der Gegenwart. Darsteller: Christopher Lambert u. a., Regie: Jenö Hodi.
- 2007: Im Horrorfilm Hostel 2 tötet eine Mrs. Bathory eine Jungfrau und badet in ihrem Blut.
- 2013: Fright Night 2 – Frisches Blut zeigt Báthory als Vampirin im heutigen Rumänien, die im Blut von Jungfrauen badet und nach Erlösung sucht.
- In der Horrorkomödie Chastity Bites aus dem Jahr 2013 mordet Elisabeth Báthory unter dem Kryptonym Liz Bartho in einer amerikanischen Highschool jungfräuliche Schülerinnen, aus deren Blut sie eine Kosmetik für ewige Schönheit gewinnt.
- In der ab 2023 erschienenen animierten Netflix-Serie Castlevania: Nocturne ist Erzsebet Báthory als selbsternannter "Vampirmessias" die Hauptantagonistin der Handlung.

### Musik
- Auf dem Album Black Metal von 1982 der britischen Band Venom hieß ein Stück Countess Bathory, das 1992 als Coverversion auf dem Album Shadows in the Deep der schwedischen Death-Metal-Band Unleashed erschien.
- Die 1983 gegründete schwedische Metal-Band Bathory benannte sich nach der Gräfin[18] und widmete ihr mit Woman of Dark Desires ein Stück auf ihrem Album Under the Sign of the Black Mark[19].
- Auch der Name der deutschen Gothic-Rock-Band Lady Besery’s Garden ist eine sprachliche Anlehnung an Erzsébet Báthory.
- 1988 ließ sich die ungarische Black-Metal-Band Tormentor im Stück Elisabeth Bathory von Báthory inspirieren.
- 1989 veröffentlichte die britische Band Clock DVA den durch die Legende der Elisabeth Báthory inspirierten Track The Sonology of Sex II (Le Comtesse De Sang) als B-Seite ihrer Single Sound Mirror.
- Die tschechische Hard-/Gothic-Rock-Band XIII. Století widmete sich mit dem Titel Elizabeth 1998 ebenfalls der Elisabeth Báthory.
- Die Oper Sötskolan (Die Schönheitsschule; dt. Verlagstitel Die Schönheitsfalle) der schwedischen Komponisten Karin Rehnqvist in Anlehnung an die Bathory-Geschichte entstand 1999.
- Die britische Dark-Metal-Band Cradle of Filth veröffentlichte 1998 das vollständig auf dem Mythos der Elisabeth Báthory basierende Album Cruelty and the Beast.
- Die US-amerikanische Power-Metal-Band Kamelot widmete 2001 der Blutgräfin drei Stücke auf ihrem Album Karma.
- 2005 kam das Lied Bloody Countess der deutschen Thrash-Metal-Band Witchburner heraus.
- Ein Titel auf dem Album Black One von 2005 der US-amerikanischen Drone-Doom-Band Sunn O))) trägt den Titel Báthory Erzsébet.
- 2006 beschäftigte sich die deutsche Band Untoten mit der Figur der Blutgräfin und setzte deren Legende in das gleichnamige Konzeptalbum Die Blutgräfin um.
- Auch die deutsche Dark-Metal-Band Nachtblut veröffentlichte 2009 auf dem Album Antik ein Lied mit dem Titel Die Blutgräfin, welches ihre Legende erzählt.
- Zudem ließe sich das Lied The Bleeding Baroness von der Doom-Metal-Band Candlemass auf ihrem Album Death Magic Doom von 2009 als Anspielung auf die Blutgräfin interpretieren.
- Cruel Force veröffentlichte 2010 das Lied Queen of Heresy, das sich auf Erzsébet Báthorys Taten bezieht.
- Die schwedische Heavy-Metal-Band Ghost veröffentlichte 2010 auf ihrer ersten Single Elizabeth ein gleichnamiges Lied, das sich ebenfalls an Báthory richtet. Auf dem Debüt Opus Eponymus findet sich eine Neuaufnahme des Lieds.
- Die italienische Heavy-Metal-/Hard-Rock-Band Viper Kiss veröffentlichte 2012 das Lied Lady Liz, das sich auf Erzsébet Báthorys Taten bezieht.
- Die österreichische Band Serenity veröffentlichte 2013 das Lied Wings of Madness, das sich um Báthory dreht. Im dazu herausgebrachten Musikvideo wird sie von Clémentine Delauney dargestellt.
- Die Band Dissection veröffentlichte das Lied Elizabeth Bathory, eine Coverversion des 1988er Songs der Band Tormentor.
- Slayer veröffentlichten 2009 auf dem Album World Painted Blood das Lied Beauty Through Order, das im Text den Mythos Bathory beschreibt.
- Die Oper Elizabetta von Gabriel Prokofiev, inspiriert von der Legende der Blutgräfin, hatte 2019 am Theater Regensburg Premiere
- Die schwedische Gothic/Metalcore-Band Mister Misery brachte 2024 auf ihrem gleichnamigen Album ein Lied mit dem Namen Erzsébet (The Countess) raus, welches auf ihrer Lebensgeschichte basiert.[20]

## Historische und wissenschaftliche Literatur

### Zur Geschichte von Ungarn
- Ervin / Barta, I. u. a. Pamlenyi, Die Geschichte Ungarns, Corvina-Verlag, Budapest 1971
- Peter Hanak, Die Geschichte Ungarns von den Anfängen bis zur Gegenwart, Corvina-Verlag, Budapest 1988
- Theodor Schieder (Hrsg.): Handbuch der europäischen Geschichte, Band 3: Die Entstehung des neuzeitlichen Europa, Klett-Cotta, 1971 Stuttgart.

### Zu Elisabeth Báthory bis zum frühen 20. Jahrhundert
- László Turóczi: Ungaria suis cum Regibus Compendio data. Tyrnavia 1729, S. 188–193.
- László Turóczi: Tragica historia (1729). In: Matthias Bel: Burg und Stadt Csejte (1742).
- Georg Závodsky: Diarium Rerum per Hungarium, ad Anno MDLXXXVI, usque ad Annum MDCVVIV. In: Matyas Bel: Apparatus ad Historiam Hungariae, sive collectio miscella, Monumentorum ineditorum partim; partim editorum, sed fugientium, Posonii, Typis Joannis Paulli Royer, A. MDCCXXXV. S. 366f. und 370.
- Matyas Bel: Notitia Hungaria novae historico geographica, divisa in partes quator, Tomus quartus, Viennae Austriae, Impensis Straubii Bibliopolae, Typis Iohannis Petri van ghelen, Typographie Regnii, Anno MDCCXLII, S. 468–475.
- Anonym: Die Gräfin Nadasdi, oder: was rathen alte Weiber nicht. 1795.
- Michael Wagner (Hrsg.): Schönheitssucht, eine Quelle unmenschlicher Grausamkeit (1796). In: Beiträge zur Anthropologie und den damit verwandten Wissenschaften, Joseph Stahl und Compagnie, Wien 1796, S. 268–272.
- Acta Societatis Jablonovianae nova, Ausgabe I, Leipzig 1802 – zwei Zeitschriftenartikel über die gesamte Báthory-Familie mit Stammtafeln.
- Ernst Bornschein: Isidore Gräfin von Nadasdi, Vicekönigin von Hungarn, zwölffache Mörderin aus Eitelkeit (um 1805).
- Alois Freiherr von Mednyansky: Eine wahre Geschichte. In: Hesperus, ein Nationalblatt für gebildete Leser [Zeitschrift], Prag, Oktober 1812, Bd. 2, Nr. 59, S. 470–472.
- Alois Freiherr von Mednyansky: Elisabeth Báthory. Eine wahre Geschichte, 1812.
- Abschrift des Zeugenverhörs in Betreff der grausamen That, welcher Elisabeth v. Báthory, Gemahlinn des Grafen Franz Nádasdy beschuldiget wird. 1611. In: Hesperus, Bd. 1, Nr. 31, Juni 1817, S. 241–248 und Bd. 2, Nr. 34, Juli 1817, S. 270–272.
- Brüder Grimm: Nach einem Wiener fliegenden Blatt, 1815.
- Ignaz A. Feßler: Die Verbrecherinn Elisabeth Báthory, 1824.
- Michael Dionys Doleschall: Noch etwas über Elisabeth Báthori, 1838.
- Moritz Bermann: Dunkle Geschichten aus Oesterreich. R. v. Waldheim, Wien 1868, S. 66–79.
- Constantin von Wurzbach: Nádasdy-Fogáras, Elisabeth. In: Biographisches Lexikon des Kaiserthums Oesterreich. 20. Theil. Kaiserlich-königliche Hof- und Staatsdruckerei, Wien 1869, S. 13 f. (Digitalisat).
- Karel Kučera: Elisabeth Nadasdy, 1884.
- R. A. v. Elsberg (Ferdinand Strobl von Ravelsberg): Die Blutgräfin Elisabeth Bathory. Breslau 1894.
- R. A. v. Elsberg (Ferdinand Strobl von Ravelsberg): Elisabeth Báthory (Die Blutgräfin). Schlesische Verlags-Anstalt v. S. Schottlaender, Breslau 1904.
- András Komáromy: Chroniken von Csejthe. In: Történelmi Tár, Budapest 1899.
- Carl Felix von Schlichtegroll: Erze Báthory, 1901.
- Reinhold Gerling (Pseudonym A. Sper): Elisabeth Bathory: Die „Blutgräfin“ und verwandte Erscheinungen. Bratislava/Pressburg ca. 1907.

### Zu Elisabeth Báthory ab dem späten 20. Jahrhundert
- József Antall, Károly Kapronczay: Elisabeth Báthori, 1973.
- Raymond T. McNally: Dracula was a woman: in search of the blood countess of Transylvania. McGraw Hill, New York 1983, ISBN 0-07-045671-2.
- Laszlo Nagy: A Rossz Hirü Bathoryak. Budapest 1984.
- Michael Farin: Heroine des Grauens: Wirken und Leben der Elisabeth Báthory in Briefen, Zeugenaussagen und Phantasiespielen. P. Kirchheim Verlag, München 1989, ISBN 3-87410-038-3.
- Tony Thorne: Countess Dracula, The life and times of the Blood Countess, Elisabeth Báthory. Bloomsbury, London 1997, ISBN 0-7475-2900-0.
- Maurice Perisset: La comtesse de sang. Pocket, 2001, ISBN 2-266-11950-8.
- Kimberly Craft, Infamous Lady: The True Story of Countess Erzsébet Báthory, 2009, ISBN 1-4495-1344-1.
- Peter & Julia Murakami: Lexikon der Serienmörder. 10. Auflage. Ullstein Buchverlage GmbH, Berlin 2012, ISBN 978-3-548-35935-9, S. 30–32.
- Gabriele Hasmann, Sabine Wolfgang: Die wilde Wanda und andere gefährliche Frauen: Verbrecherinnen über die Jahrhunderte, Carl Ueberreuter Verlag GmbH, 2020, ISBN 978-3-8000-7743-4

## Vorfahren
|  |                                        |  |  |  |  |  |  |  |  |  |  |  |  |
|  | Andreas Báthory                        |  |  |  |  |  |  |  |  |  |  |  |  |
|  |                                        |  |  |  |  |  |  |  |  |  |  |  |  |
|  |                                        |  |  |  |  |  |  |  |  |  |  |  |  |
|  | Stephan Báthory (1490–1530)            |  |  |  |  |  |  |  |  |  |  |  |  |
|  |                                        |  |  |  |  |  |  |  |  |  |  |  |  |
|  |                                        |  |  |  |  |  |  |  |  |  |  |  |  |
|  | Juliana Drágfi von Béltek              |  |  |  |  |  |  |  |  |  |  |  |  |
|  |                                        |  |  |  |  |  |  |  |  |  |  |  |  |
|  |                                        |  |  |  |  |  |  |  |  |  |  |  |  |
|  | Georg Báthory von Ecsed                |  |  |  |  |  |  |  |  |  |  |  |  |
|  |                                        |  |  |  |  |  |  |  |  |  |  |  |  |
|  |                                        |  |  |  |  |  |  |  |  |  |  |  |  |
|  | Konrad III Rudy                        |  |  |  |  |  |  |  |  |  |  |  |  |
|  |                                        |  |  |  |  |  |  |  |  |  |  |  |  |
|  |                                        |  |  |  |  |  |  |  |  |  |  |  |  |
|  | Catharina von Rozgon                   |  |  |  |  |  |  |  |  |  |  |  |  |
|  |                                        |  |  |  |  |  |  |  |  |  |  |  |  |
|  |                                        |  |  |  |  |  |  |  |  |  |  |  |  |
|  | Anna Radziwiłł                         |  |  |  |  |  |  |  |  |  |  |  |  |
|  |                                        |  |  |  |  |  |  |  |  |  |  |  |  |
|  |                                        |  |  |  |  |  |  |  |  |  |  |  |  |
|  | Elisabeth Báthory                      |  |  |  |  |  |  |  |  |  |  |  |  |
|  |                                        |  |  |  |  |  |  |  |  |  |  |  |  |
|  |                                        |  |  |  |  |  |  |  |  |  |  |  |  |
|  | Nicolaus Báthory (1462–1500)           |  |  |  |  |  |  |  |  |  |  |  |  |
|  |                                        |  |  |  |  |  |  |  |  |  |  |  |  |
|  |                                        |  |  |  |  |  |  |  |  |  |  |  |  |
|  | Stephan Báthory von Somlyó (1477–1534) |  |  |  |  |  |  |  |  |  |  |  |  |
|  |                                        |  |  |  |  |  |  |  |  |  |  |  |  |
|  |                                        |  |  |  |  |  |  |  |  |  |  |  |  |
|  | Sophia von Lossoncz                    |  |  |  |  |  |  |  |  |  |  |  |  |
|  |                                        |  |  |  |  |  |  |  |  |  |  |  |  |
|  |                                        |  |  |  |  |  |  |  |  |  |  |  |  |
|  | Anna Báthory von Somlyó (1539–1570)    |  |  |  |  |  |  |  |  |  |  |  |  |
|  |                                        |  |  |  |  |  |  |  |  |  |  |  |  |
|  |                                        |  |  |  |  |  |  |  |  |  |  |  |  |
|  | Stephan Telegdi († 1514)               |  |  |  |  |  |  |  |  |  |  |  |  |
|  |                                        |  |  |  |  |  |  |  |  |  |  |  |  |
|  |                                        |  |  |  |  |  |  |  |  |  |  |  |  |
|  | Katherina Telegdi (1492–1547)          |  |  |  |  |  |  |  |  |  |  |  |  |
|  |                                        |  |  |  |  |  |  |  |  |  |  |  |  |
|  |                                        |  |  |  |  |  |  |  |  |  |  |  |  |
|  | Margit Bebek de Pelsõcz                |  |  |  |  |  |  |  |  |  |  |  |  |
|  |                                        |  |  |  |  |  |  |  |  |  |  |  |  |
|  |                                        |  |  |  |  |  |  |  |  |  |  |  |  |